# Crawford County, Kansas
Crawford County är ett administrativt område i delstaten Kansas, USA, med 39 134 invånare. Den administrativa huvudorten (county seat) är Girard.

## Geografi
Enligt United States Census Bureau har countyt en total area på 1 541 km². 1 535 km² av den arean är land och 6 km² är vatten.

### Angränsande countyn
- Bourbon County - nord
- Vernon County, Missouri - nordost
- Barton County, Missouri - öst
- Jasper County, Missouri - sydost
- Cherokee County - syd
- Labette County - sydväst
- Neosho County - väst

### Orter
- Arcadia
- Arma
- Cherokee
- Frontenac
- Girard (huvudort)
- Hepler
- McCune
- Mulberry
- Pittsburg
- Walnut